# Manfred Richter (Fußballspieler, 1941)
Manfred Richter (* 1. September 1941 in Leipzig; † 17. November 1995), auch bekannt unter dem Spitznamen Ratte, war ein deutscher Fußballspieler, der vorwiegend im Mittelfeld agierte.

## Spielerlaufbahn
Über die Stationen BSG Fortschritt West Leipzig und SC Rotation Leipzig wurde der Mittelfeldspieler 1963 bei der vorgenommenen Zuordnung von Spielern zu einem der beiden Leipziger Vereine zur BSG Chemie Leipzig delegiert. Der sogenannte „Rest von Leipzig“ gewann in der Saison 1963/64 überraschend die Fußballmeisterschaft der DDR, wobei Richter in 14 der ersten 17 Punktspiele zum Einsatz gekommen war. Danach fiel er aufgrund eines Beinbruchs bis zum Saisonende aus und erlebte das entscheidende Spiel um die Meisterschaft in Erfurt nur von der Tribüne. Zwei Jahre später gewann er mit Chemie Leipzig auch den FDGB-Pokal; er blieb dabei aber ohne Einsatz.
Zum Abschluss seiner aktiven Laufbahn spielte er Anfang der 1970er Jahre bei der BSG Motor Hermsdorf. Insgesamt wird Manfred Richter mit 116 DDR-Oberligaspielen und sechs Toren geführt. Daneben hat er auch in vier EC-Spielen für Leipzig mitgewirkt.

## Familie
Manfred Richter kommt aus einer „echten“ Fußballerfamilie: bereits sein Vater Gerhard spielte beim VfB Leipzig, mit dem er 1936 den Tschammerpokal gewann, und bei der ZSG Industrie Leipzig, einem Vorgängerverein der BSG Chemie. Sein Bruder Peter spielte in der Reservemannschaft von Chemie Leipzig und bei der BSG Chemie Böhlen.
Im Mai
1995 starb sein Vater im Alter von 79 Jahren. Unerwartet starben im selben Jahr auch Manfreds Bruder Peter Richter sowie im November Manfred Richter selbst. Der gelernte Maschinenschlosser betrieb von 1981 bis zu seinem vorzeitigen Tod im Alter von 54 Jahren die „Gaststätte Waldluft“ im Leipziger Stadtteil Leutzsch, in dem auch die BSG Chemie fest verwurzelt ist.

## Erfolge
- Meister der DDR-Oberliga: 1964
- Pokalsieger der DDR: 1966